# Михайловский краеведческий музей (Волгоградская область)
Михайловский краеведческий музей — муниципальный музей краеведческого профиля, посвящённый истории города Михайловка Волгоградской области и Михайловского района.

## История музея

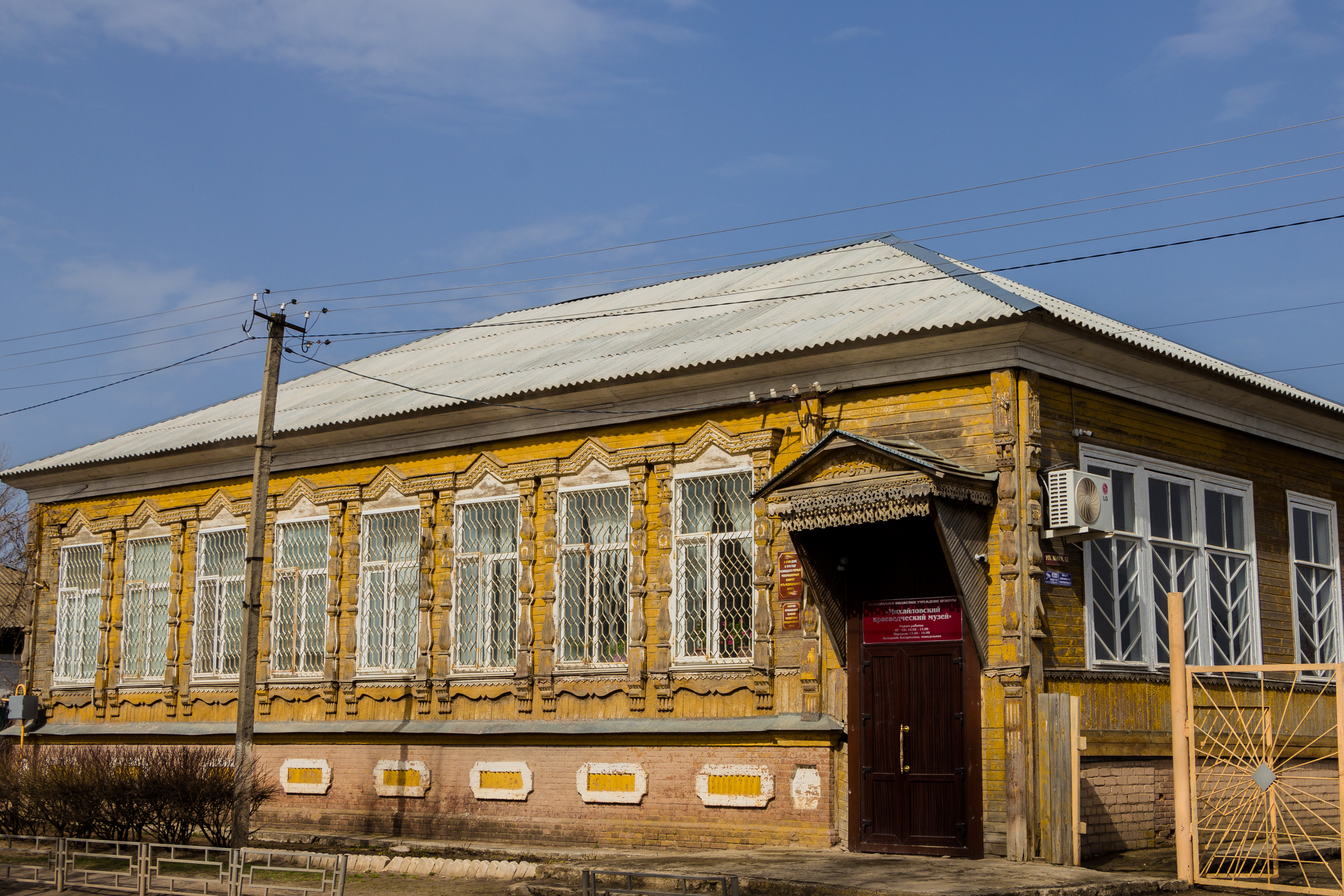
Фасад здания, 2022 г.

Был основан решением исполкома Михайловского горсовета от 11 ноября 1966 года. Работу по организации музея возглавил Максим Иванович Попов, адвокат Михайловской юридической консультации. 29 октября 1967 года музей открылся для посетителей в старинном купеческом доме по улице Карла Маркса. 16 декабря 1977 года Михайловский народный музей был преобразован в филиал Волгоградского государственного краеведческого музея. Для него было выделено капитально отремонтированное здание по улице Мира, 82 — памятник культуры регионального значения, бывший дом купца Семёна Павловича Аксёнова 1905 года постройки. С 1918 года в доме располагался Усть-Медведицкий окружной ревком. 20 декабря 1990 года Михайловский филиал стал городским музеем.
С 2012 года — муниципальное бюджетное учреждение культуры «Михайловский краеведческий музей».

## О музее

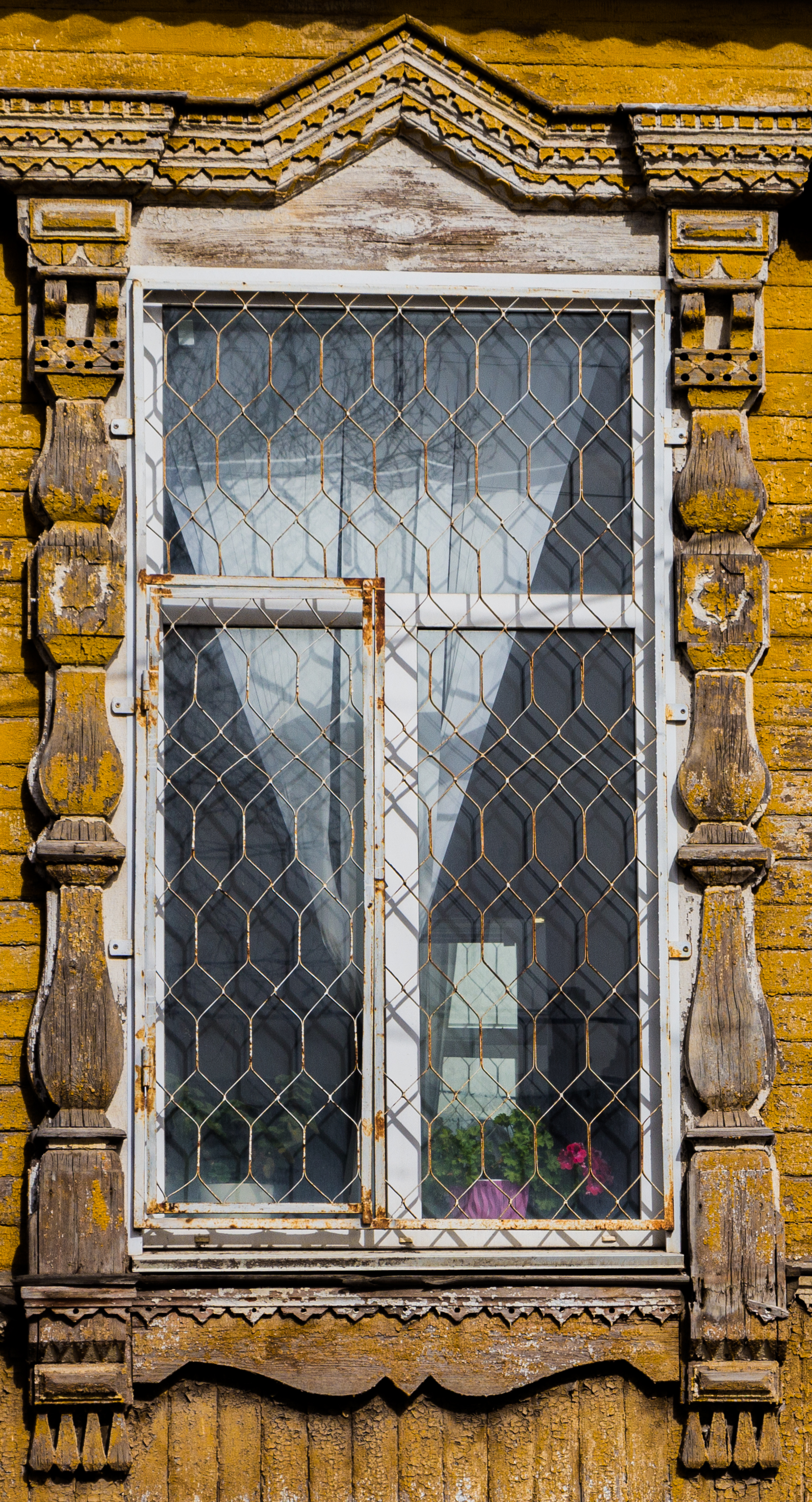
Оконный наличник на фасаде здания музея

Основной фонд музея составляет более 7000 предметов. В собрании музея представлены предметы казачьего быта, коллекция фарфоровой посуды заводов Гарднера и Кузнецова, самовары и другие материалы, отражающие историю развития края .
Постоянная экспозиция музея состоит из следующих разделов: «Себряковы с реки Медведица», «Купечество слободы Михайловка», «Традиции и быт донского казачества», «Тыл — фронту», «Животные и птицы нашего края» . Постоянно создаются тематические выставки.